# Операція «Блауфукс»
Опера́ція «Блауфукс» (нім. Unternehmen Blaufuchs) — військова операція німецьких військ з передислокації частин гірського корпусу «Норвегія» і XXXVI командування особливого призначення вермахту морським і наземним транспортом з Німеччини та окупованої Норвегії до фінської Лапландії, що проводиться у 2 етапи — «Блауфукс-1» і «Блауфукс-2» (нім. Blaufuchs I та нім. Blaufuchs II відповідно). Операція проводилася за планом підготовки до вторгнення до СРСР у період з травня до червня 1941 року.

## Історія
Спільний німецько-фінський план замислювався з метою створення ударного угруповання, яке з початком німецького вторгнення до СРСР буде спроможне захопити стратегічно важливий радянський порт Мурманськ шляхом одночасного наступу з території Фінляндії та Норвегії. Операція стосувалася в основному німецьких військ щодо порядку їх передислокації до Фінляндії.
Лінія оперативного розмежування між німецькими та фінськими військами була визначена уздовж лінії, що з'єднувала точку на південний схід від озера Оулуярві далі до радянсько-фінського кордону і далі на схід до радянського Бєломорська. Фінська 14-та дивізія генерал-майора Ерккі Рааппана межувала з німецьким угрупованням на південному фланзі. Північніше від цієї розмежувальної лінії території перебували в оперативному підпорядкуванні військ німецької армії «Норвегія» генерал-полковника Ніколауса фон Фалькенгорста, посиленої фінським III корпусом генерал-лейтенанта Я. Сііласвуо. На правому фланзі угруповання вторгнення на схід від Оулу зосереджувалося XXXVI командування особливого призначення генерала Ганса Файге. Далі на північ у регіоні Петсамо діяв гірський корпус «Норвегія» генерала Едуарда Дітля.

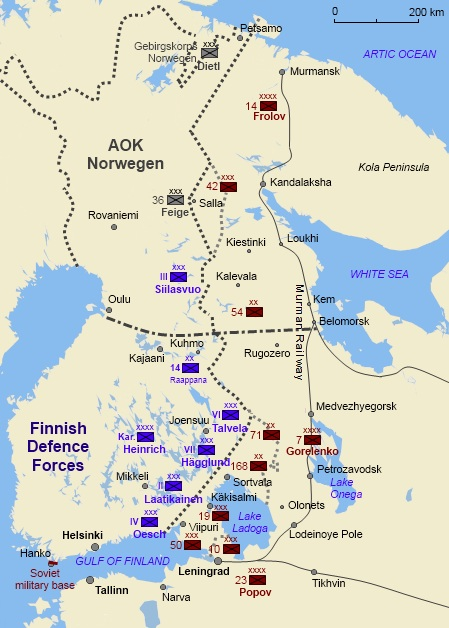
Розстановка сил до початку німецько-фінського вторгнення до СРСР у липні 1941 року

У січні 1941 року оберст (з серпня 1941 року генерал-майор) Еріх Бушенгаген, начальник штабу армії «Норвегія», приїхав до Фінляндії, щоб узгодити з фінським військово-політичним керівництвом спільні зусилля в протистоянні агресивній політиці СРСР. Наприкінці лютого 1941 року Бушенгагену було дозволено вести більш предметні переговори про наступальні плани. Скориставшись угодою про військове співробітництво між країнами, фінськими та німецькими оперативними штабами були розроблені плани передислокації формувань армії «Норвегія» на територію Фінляндії, де вони мали приєднатися до фінських сил, які під прикриттям передбачуваних прикордонних навчань проводили відмобілізування.
Протягом червня 1941 року операція була проведена у два етапи як «Блауфукс I» та «Блауфукс II». П'ять німецьких дивізій (2-га гірська дивізія генерал-лейтенанта Ернста Шлеммера та 3-тя гірська дивізія генерал-лейтенанта Ганса Крейсінга гірського корпусу «Норвегія», 169-та дивізія генерал-лейтенанта Курта Діттмара і моторизована група СС «Норд» генерал-лейтенанта Ваффен-СС Карла Демельгубера XXXVI командування особливого призначення, а також два з трьох полків 163-ї дивізії генерал-лейтенанта Ервіна Енгельбрехта LXX командування особливого призначення генерал-лейтенанта Валентіна Фойрштайна) було передано командуванню фінського VI армійського корпусу Пааво Талвела, а також додаткові формування (включаючи 40-й та 211-й танкові батальйони особливого призначення) були переміщені у північну Фінляндію, приєднавшись до фінських сил.